# أيد (اسم)
أَيْد هو اسم علم مذكر من أصل عربي، ومعناه هو القوة والشدة.